# Вудберн (Кентуккі)
Вудберн (англ. Woodburn) — місто (англ. city) в США, в окрузі Воррен штату Кентуккі. Населення — 303 особи (2020).

## Географія
Вудберн розташований за координатами 36°50′29″ пн. ш. 86°31′52″ зх. д. / 36.84139° пн. ш. 86.53111° зх. д. (36.841510, -86.531062).  За даними Бюро перепису населення США в 2010 році місто мало площу 1,12 км², з яких 1,11 км² — суходіл та 0,01 км² — водойми.

## Демографія
Згідно з переписом 2010 року, у місті мешкало 355 осіб у 120 домогосподарствах у складі 93 родин. Густота населення становила 317 осіб/км².  Було 132 помешкання (118/км²).
Расовий склад населення:
| - 96,6 % — білих - 1,7 % — чорних або афроамериканців |

До двох чи більше рас належало 1,7 %. Частка іспаномовних становила 2,0 % від усіх жителів.
За віковим діапазоном населення розподілялося таким чином: 17,5 % — особи молодші 18 років, 54,6 % — особи у віці 18—64 років, 27,9 % — особи у віці 65 років та старші. Медіана віку мешканця становила 47,4 року. На 100 осіб жіночої статі у місті припадало 85,9 чоловіків;  на 100 жінок у віці від 18 років та старших — 76,5 чоловіків також старших 18 років.
Середній дохід на одне домашнє господарство  становив 50 265 доларів США (медіана — 48 393), а середній дохід на одну сім'ю — 54 720 доларів (медіана — 51 667). За межею бідності перебувало 6,8 % осіб, у тому числі 10,3 % дітей у віці до 18 років та 0,0 % осіб у віці 65 років та старших.
Цивільне працевлаштоване населення становило 123 особи. Основні галузі зайнятості: виробництво — 28,5 %, освіта, охорона здоров'я та соціальна допомога — 19,5 %, будівництво — 13,8 %, роздрібна торгівля — 12,2 %.